# 性愛機械人

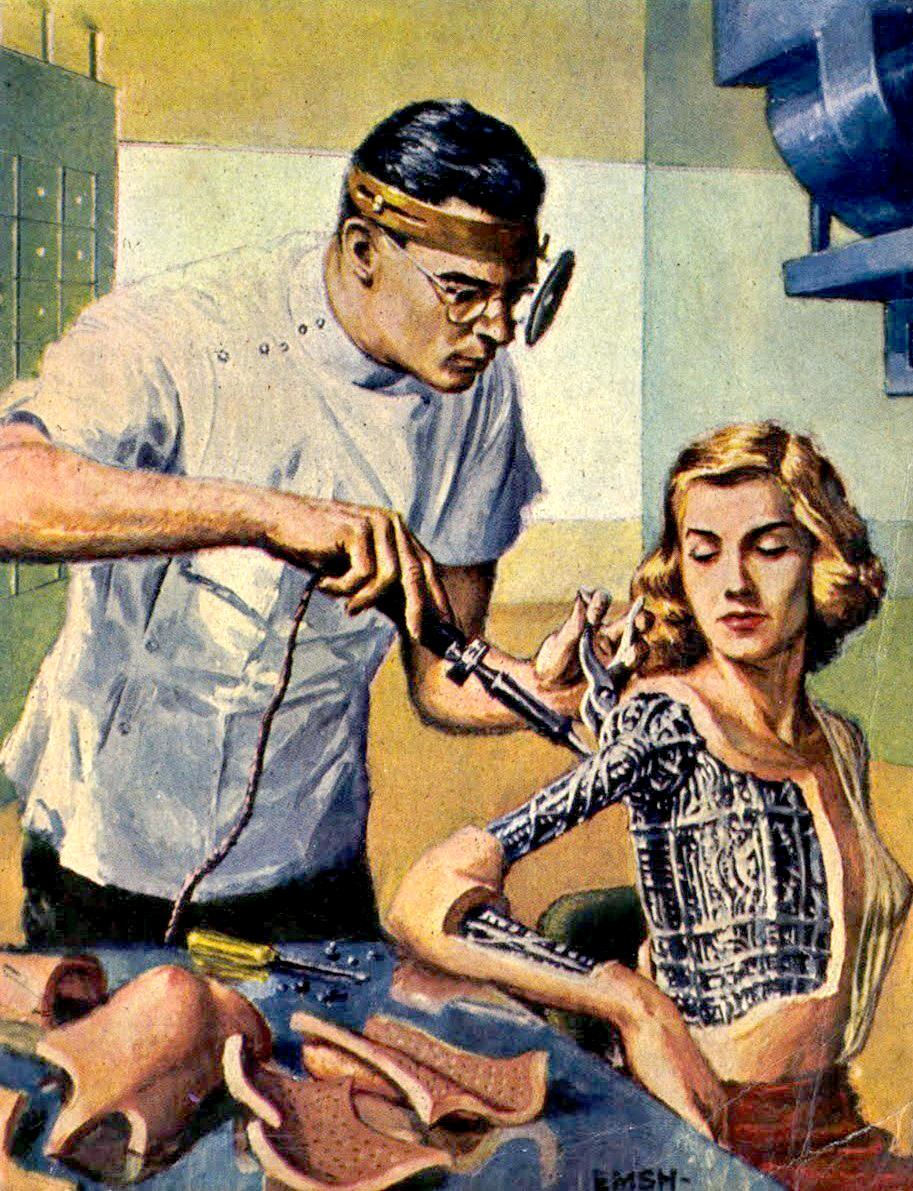

性愛機械人（英語：Sex robot、sexbots）是一種機器人性玩偶，其旨在以模拟一名人類性伴侣的方式來滿足使用者的性需求。2018年，儘管許多發明家製作了精巧的性愛機械人，但市面上不存在功能齊全的性愛機械人。。
此一研究領域在20世紀末已得到了充分發展；相關技術的統合則形成了現今的人工智能——一種旨在改善人机交互界面的技術。
如果性愛機械人配備了足夠複雜的人工智能以及擁有多樣化的性技巧，它就可以影響人的深度情感生活，引起人類強烈的情緒反應，並使人們的生活變得更為虛擬化。
負責任機械人基金會（Foundation for Responsible Robotics）在2017年7月發表了一份報告，這種機械人存有一定的市場需求：只提供性愛娃娃予客人性交的店舖已出現於西班牙和亞洲。。
開發性愛機械人在道德上有爭議性。2015年，日本軟銀集團禁止對其產品進行性行为。

## 歷史
性愛機械人的歷史可追溯至17世紀，當時它開始從其前身——性愛娃娃慢慢開始演變。17世紀的荷蘭水手制造了各式各樣由布匹、皮革和舊衣服縫製的自慰用木偶。許多學者認為這類的創作物為現代性愛娃娃的前身。現代性愛娃娃的靈感大部分源於曼·雷和薩爾瓦·多達利的模特兒藝術創作。曼·雷宣稱，包括他和多達利在內的眾多超現實主義者，都在他們自身的作品中注入色情要素，在當中「亵渎」了他們的模特兒。比如說多達利的裝置藝術「雨中計程車」（Rainy Taxi）是以裸露半身的模特兒為主題，並於作品的人像中加上了已死的蝸牛，以其遮擋部分身體。
首個關於性愛娃娃的廣告於1968年的色情雜誌上刊登，人們亦在該年開始能夠透過郵遞服務購買之。當時的性愛娃娃已經可以充氣，並包含嘴、陰道和肛門等陰莖接合區。然而「可以充氣」此一特點亦使得其容易變質，使用者不能夠長期使用同一款性愛娃娃。到了20世紀70年代，許多性愛娃娃已改用乳膠和矽膠等材料來製造，使得其耐用性更佳之餘，質感亦跟人類更相近。
性愛機械人的發展步伐在20世紀90年代後期開始加速。麥克馬倫於1997年開始著手研發锡固化的彷生人体模型「RealDoll」，其「擁有真人大小，且逼真度高」。不過其模型因為「跟解剖學認識相違」而受到了批評——這亦成為了他後來為該性愛娃娃進行改進的動機。在2009年，麥克馬倫改以鉑金材料來製造「RealDoll」，這能提升娃娃的耐用性和逼真程度。此舉後遭到差不多所有性愛娃娃製造商所仿效。包括麥克馬倫在內，許多製造者相信「陪伴」是性愛機械人的關鍵，且認定跟AI作進一步整合為未來性愛機械人發展的大方向
。
截至2018年，程式設計員已開發出各種「能對話、記著重要資訊及表達情感」的程式。其中一個例子為由麥克馬倫開發的「Harmony」，該款應用程式能對搭配AI的性愛娃娃進行定制，讓用家能依據自己偏好的「外觀、衣服、個性和聲線」來調校出「自己的完美愛伴」。

## 目前成果
研發者仍在嘗試研發具社会互動性的性愛娃娃。一款名為羅希的性愛娃娃於2010年的一場貿易展覽會上展出，其能以預錄的声音跟使用者對答。RealDoll公司的創辦人馬特·麥克馬倫（Matt McMullen）於2015年表示，他打算製造一款有能力進行對話的性愛娃娃。以男士为造型的性愛機械人則有時稱為「malebots」或「manbots」。
巴塞罗那的塞爾吉·桑托斯博士（Dr. Sergi Santos）開發了一款名為「薩曼莎」（Samantha）的性愛機械人，其可在性愛模式（當中『她』可模擬女性的性高潮）和家庭模式之間切換。此外『她』亦可跟用家說笑和探討哲學。
在2017年，麥克馬倫開發了一款名為「Harmony」的性愛娃娃，其具有學習用家的偏好及慾望的能力。並能以近乎人的方式微笑、眨眼和皺眉。她可以和用家談話、講笑話、記住用家的食物偏好，以及其兄弟姐妹的名字。「Harmony」的定價為15000美元。麥克馬倫在2018年接受Engadget的採訪時，親自證明「Harmony」臉上的皮膚可以剝掉並換成不同的皮膚。隨後他為「Harmony」換上一副不同顏色的假髮，並以應用程式調控了她的個性。調校後他把這款性愛娃娃重新命名為「Solana」，並視其為「Harmony」的妹妹
。

## 市場預測
歐洲機器人研究網路的亨利克·克里斯滕森（Henrik Christensen）於2006年6月指出：「人們將在未來5年內跟機械人發生性關係 。」
《機械人與性愛》的著者大衛·利維於2014年接受《新闻周刊》的訪問時指出：「我相信性愛機器人的出現對社會而言無疑是一大福音……因為數以百萬計的人因着不同原因而不能建立良好的情愛關係。」他估計性愛機械人將在21世紀中期普及化。

## 潛在好處
性愛機械人的支持者認為，其能為老年人或傷健人士提供服務，並為他們提供情感上的支持。比如說在老年人的配偶已故的此一情況下，性愛機械人便能發其揮作用。像霍贾特·阿卜杜拉般的學者認為，此類機械人能以「機械人伴侶」的身份，幫助患有癡呆或抑鬱症的老年人。他在對許多老年患者進行研究後得出結論，指老年人有興趣把機械人當作他們的伴侶，且他們的興趣不會隨著時間流逝而衰退。由柴田崇德博士研發的海豹機械人Paro，自2009年以來一直為患有老年癡呆症、抑鬱症和焦慮症的老年患者的康復治療提供輔助。其能對外界光線、聲音及觸摸等作出互動反應，並記錄與他人的互動。儘管Paro不是一款性愛機械人，但其仍是智能機器運用於治療上的一個成功例子。《紐約時報》的專欄作家羅斯·杜塔特認為，性愛機械人能有助於解決非自願獨身人口所面對的問題。

## 反對意見
德蒙福特大學的凱瑟琳·理查德森（Kathleen Richardson）和斯科夫大學的埃里克·比林（Erik Billing）於2015年9月掀起反性愛機械人運動，呼籲各國禁止研發性愛機器人。他們認為這種技術不但會對社會產生不良影響，還會貶低女性和兒童。
發明機器人Pepper的軟銀集團於2015年9月正式禁止自身的機器人應用於性方面，他們的機器人用戶協議規定：「機器人的所有者不得要求其執行任何關於性行為或其他不雅行為的指令。」
機械人負責基金會（Foundation for Responsible Robotics）的諾埃爾·夏基和艾梅·范·溫伯（Aimee van Wynsberghe）發表了一份有關跟機械人社交親密關係的各種問題和意見的諮詢報告。這份報告論及了將性愛機械人用作治療強姦犯或戀童癖时可能引起的爭議，並認為此一爭議如同以兒童为原型的性玩偶所面臨的般。

## 相关活動
首屆國際人類-機器人性愛研討會（International Congress on Love and Sex with Robots）於2014年11月在葡萄牙丰沙尔展開。原定於馬來西亞舉行的第二屆研討會則事先遭馬來西亞警察總監列為非法會議，不批准其進行。第二屆研討會最終於2016年12月在倫敦大學金匠學院展開，主持为凱特·德弗林博士（Dr. Kate Devlin） 。德弗林亦於2016年舉辦英國首個與性科技相关的黑客松，活動地點同為金匠學院。
國際資訊處理聯合會舉辦的2016年第12屆「人類選擇與電腦研討會」亦探討了相關議題。